# American Ballet Theatre
L'American Ballet Theatre è una Compagnia di balletto statunitense con sede a New York al Metropolitan Opera House; è una delle compagnie di punta della danza nel mondo.

## Storia della compagnia
Alcuni membri del Mordkin Ballet, compagnia fondata dal ballerino e coreografo Mikhail Mordkin nel 1926, si staccarono dalla compagine e rifondarono nel 1937 una nuova compagnia col nome di Mordkin Ballet Co. a cui presero parte studenti della scuola di danza.. Riorganizzata nel 1940 con un nuovo nome, Ballet Theatre, fu diretta da Lucia Chase e Rich Pleasant e debuttò l'11 gennaio 1940 a New York al Radio City Center Hall. Nel 1957 prese il nome di American Ballet Theatre, nome mantenuto fino ad oggi. Spettacoli e rappresentazioni della compagnia, al giorno d'oggi, si svolgono al Metropolitan Opera House a New York City.
Negli anni sessanta, la compagnia fu l'unica ad essersi esibita anche nell'Unione Sovietica.

## Direttori artistici
- 1940-1980: Lucia Chase e Oliver Smith
- 1980-1990: Mikhail Baryshnikov
- 1990-1992: Jane Hermann e Oliver Smith
- 1992-2022: Kevin McKenzie
- 2023- in carica : Susan Jaffe

## Primi ballerini (stagione 2025/2026)
- Joo Won Ahn (2020)
- Aran Bell (2020)
- Isabella Boylston (2014)
- Skylar Brandt (2020)
- Daniel Camargo (2022)
- Misty Copeland (2015)
- Herman Cornejo (2003)
- Thomas Forster (2020)
- Isaac Hernández (2025)
- Catherine Hurlin (2022)
- Chloe Misseldine (2024)
- Calvin Royal III (2020)
- Hee Seo (2012)
- Christine Shevchenko (2017)
- Cory Stearns (2011)
- Devon Teuscher (2017)
- James B. Whiteside (2013)
- Roman Zhurbin (2022)